# Косачёв, Сергей Иванович
Сергей Иванович Косачёв (6 февраля 1960, Октябрьское, СССР — 18 января 1996, Первомайское, Россия) — капитан медицинской службы Вооружённых Сил Российской Федерации, участник Первой чеченской войны, Герой Российской Федерации (1996, посмертно).

## Биография
Сергей Косачёв родился 6 февраля 1960 года в посёлке Октябрьское (ныне — Красногвардейский район Крыма). В 1965 году вместе с семьёй переехал в Луганскую область Украинской ССР, где окончил среднюю школу и Старобельское медицинское училище. В 1980—1982 годах служил в Советской Армии. Демобилизовавшись, в 1983 г. поступил на лечебно-профилактический факультет Ворошиловградского медицинского института. В 1987 г., после окончания 4-го курса, перевелся на Военно-медицинский факультет при Куйбышевском медицинском институте имени Д. И. Ульянова, который окончил в 1989 г. С января 1995 года Косачёв служил начальником медицинского пункта 173-го отряда специального назначения 22-й отдельной бригады специального назначения ГРУ ГШ ВС РФ.
С апреля 1995 года капитан Косачёв участвовал в Первой чеченской войне. В январе 1996 года он участвовал в боях за село Первомайское, захваченное бандой Салмана Радуева. В ночь с 17 на 18 января 1996 года Косачёв лично участвовал в бою с пытавшимися прорваться из окружения бандгруппами, оказывал помощь раненым. При попытке вынести из-под обстрела получившего тяжёлое ранение бойца он погиб.
Похоронен на кладбище посёлка Рассвет Аксайского района Ростовской области.

## Награды
- Указом Президента Российской Федерации от 15 мая 1996 года за «мужество и героизм, проявленные при выполнении специального задания» капитан медицинской службы Сергей Косачёв посмертно был удостоен высокого звания Героя Российской Федерации. Также был награждён двумя медалями (в том числе медалью МО РФ «За отличие в военной службе» III ст.)[1].
- Удостоен звания «Почётный гражданин Аксайского района».[2]

## Память
В сентябре 2021 года на родине героя, в посёлке Октябрьское Красногвардейского района Республики Крым открыт бюст.